# لونینگ (نوادا)
لونینگ (به انگلیسی: Luning) یک منطقهٔ مسکونی در ایالات متحده آمریکا است که در شهرستان مینرال، نوادا واقع شده‌است.